# Thanatus lineatipes
Thanatus lineatipes är en spindelart som beskrevs av Simon 1870. Thanatus lineatipes ingår i släktet Thanatus och familjen snabblöparspindlar. Inga underarter finns listade i Catalogue of Life.